# 錫米塔拉
錫米塔拉是哥倫比亞的城鎮，位於該國北部，由桑坦德省負責管轄，距離首府布卡拉曼加約200公里，始建於1536年，面積3,165平方公里，海拔高度200米，2005年人口32,124。
6°19′N 73°57′W / 6.317°N 73.950°W